# Gotteshäuserhof
Der zur Ortsgemeinde Treis-Karden im rheinland-pfälzischen Landkreis Cochem-Zell gehörende Gotteshäuserhof, im regionalen Dialekt Kotzahof genannt, ist einer der fünf zum Ortsteil Treis zählenden Höfe.

## Geschichte
Keltische Bestattungen lassen eine Besiedlung schon in vorchristlicher Zeit vermuten. Römische Funde in der Umgebung belegen eine weiterführende Besiedlung bis zum Ende des 5. Jahrhunderts nach Christus.
Später war der Hof Allodialbesitz der Frei von Treis und wird 1281 erstmals urkundlich erwähnt. Damals wurde er bzw. ein Teil davon an die von Schöneck auf dem Hunsrück verkauft, die ihn fortan als Reichslehen und später als kurtrierisches Lehen innehatten. Ein Teil blieb allerdings im Besitz der Treiser Nachkommen. Der Hof war immer wieder Anlass für Auseinandersetzungen mit dem Hause Waldeck und tatsächlich wurden die Boos von Waldeck nach dem Aussterben der Schönecker Anfang des 16. Jahrhunderts damit belehnt.

## Hexentanzplatz?
Der am 23. November 1596 in Beltheim als Hexer hingerichtete Pächter des Petershäuserhofes, Johann Homan, hatte unter der Folter die Teilnahme an mehreren Hexensabbaten gestanden. Unter anderem bekannte er, einst mit 15 anderen bei Krockhenhaußen an einem Hexensabbat teilgenommen zu haben.

## Namensdeutung
Wahrscheinlich ist der Gotteshäuserhof mit der 1293 genannten villa schůc identisch. Die Schreibweise seines Namens variiert ungewöhnlich stark: Krucken-, Kruttlehn-, Krockhen- und Kotzhausen. Die historische Bezeichnung Kotzhausen könnte auf einen fränkischen Siedler namens Cuozo zurückgehen. Wahrscheinlicher ist aber die Herleitung von dem Namen der adligen Besitzer, derer von Schöneck. Der heutige Name ist eine Verballhornung durch die französischen Besatzer in napoleonischer Zeit.

## Pächter und bürgerliche Besitzer
Als erste wichtige Hofmannfamilie ist die Familie Esch zu nennen, die seit 1663 nachweisbar ist. Zur Zeit der Französischen Revolution wurde sie von ihren Erben, der Familie Gilles, abgelöst, in deren Besitz sich der Hof noch heute befindet.